# Musculus extensor digitorum longus
Der Musculus extensor digitorum longus (lat. für „langer Zehenstrecker“) ist ein Skelettmuskel des Beines und gehört zu den Streckern am Unterschenkel.

## Anatomie beim Menschen

Der Musculus extensor digitorum longus entspringt beim Menschen am vorderen Rand (Margo anterior) und Kopf (Caput fibulae) des Wadenbeins, am Unterrand des seitlichen Condylus des Schienbeins (Condylus lateralis tibiae), der Membrana interossea und der Unterschenkelfaszie (Fascia cruris). Er läuft fußwärts in vier Sehnen aus, die zu den einzelnen Zehenrücken ziehen. Vom Muskel spaltet sich der Musculus peroneus tertius ab, der am äußeren Fußrand ansetzt.
Der Musculus extensor digitorum longus ist verantwortlich für die Dorsalextension (Hochziehen) des Fußes und der zweiten bis fünften Zehe.

## Anatomie bei den vierfüßigen Säugetieren
Bei den meisten vierfüßigen Säugetieren entspringt der Musculus extensor digitorum longus zusammen mit dem Musculus peroneus tertius in der Fossa extensoria des Oberschenkelknochens. Die Ursprungssehne passiert den Sulcus extensorius des Schienbeins und wird dort von einer Aussackung der Kniegelenkskapsel in Form einer Kapselsehnenscheide (Vagina tendinis musculi extensoris digitorum longi) umhüllt.
Bei Wiederkäuern hat der Musculus extensor digitorum longus zwei Muskelbäuche. Die Sehne des medialen Bauchs zieht zum Kronbein der zweiten Zehe, die des lateralen Muskelbauches zum Processus extensorius des Klauenbeins der zweiten und dritten Zehe. Bei Pferden setzt die Sehne am Processus extensorius des Hufbeins an, bei Raubtieren am Processus unguicularis des Krallenbeins der zweiten bis fünften Zehe.
Bei Huftieren sind die Ansatzsehnen von Sehnenscheiden umgeben und/oder Schleimbeuteln unterlagert.
Bei den vierfüßigen Säugetieren streckt der Muskel die Zehengelenke und beugt das Sprunggelenk.